# Dankbarkeit
Dankbarkeit ist ein positives Gefühl oder eine Haltung in Anerkennung einer materiellen oder immateriellen Zuwendung, die man erhalten hat oder erhalten wird. Man kann dem Göttlichen, den Menschen oder sogar dem Sein gegenüber dankbar sein, oder allen zugleich. Geschichtlich gesehen stand und steht die Erfahrung der Dankbarkeit im Blickpunkt einiger Weltreligionen. Sie wurde intensiv diskutiert von Moralphilosophen wie etwa Adam Smith in seiner Theorie der ethischen Gefühle (1759). Das systematische Studium der Dankbarkeit begann innerhalb der Psychologie um das Jahr 2000, ausgehend von der Positiven Psychologie.

## Vergleich mit Dankesschuld
Dankbarkeit ist nicht dasselbe wie das Gefühl der Dankesschuld. Beide Gefühle stellen sich zwar nach empfangener Hilfe ein, aber das Gefühl der Dankesschuld tritt auf, wenn die Person erkennt, dass sie verpflichtet ist/wird, die Hilfe in irgendeiner Weise zu vergüten. Die beiden Gefühle führen zu verschiedenen Resultaten: Dankesschuld (ein negatives Gefühl) kann dazu führen, dass der Empfänger der Hilfe den Helfer in Zukunft meidet, während Dankbarkeit (ein positives Gefühl) den Empfänger dazu motivieren kann, seinen Wohltäter aufzusuchen, wodurch sich die Beziehung zwischen den beiden verbessert.

## Empfang von Dankbarkeit kann das Verhalten verändern
Dankbarkeit kann auch dazu führen, dass sich positives soziales Verhalten im Wohltäter verstärkt. Beispielsweise fand man in einem Experiment, dass Kunden eines Juweliers, bei denen man sich nach dem Kauf in einem Telefongespräch bedankte, später um 70 % mehr gekauft haben. Zum Vergleich: Kunden, bei denen man sich bedankte und die über einen Ausverkauf informiert wurden, zeigten nur eine 30-prozentige Erhöhung ihrer Käufe, und Kunden, die gar nicht angerufen wurden, zeigten gar keine Erhöhung. In einer anderen Untersuchung gaben Stammgäste eines Restaurants mehr Trinkgeld, wenn die Kellner „Danke“ auf die Rechnung schrieben.

## Religiöse Zugänge
Das Studium des Zusammenhangs zwischen Religion, Spiritualität und Dankbarkeit ist in letzter Zeit üblich geworden. Wenn auch diese beiden Charakteristika sicher nicht voneinander abhängig sind, so wurde doch in Untersuchungen festgestellt, dass Spiritualität die Fähigkeit zur Dankbarkeit erhöhen kann. Daher zeigen die Menschen, die regelmäßig Gottesdienste besuchen oder sich anderweitig religiös engagieren, wahrscheinlich in allen Lebenssituationen größere Dankbarkeit. In christlichen, buddhistischen, moslemischen, jüdischen und hinduistischen Traditionen wird die Dankbarkeit als wertvolle menschliche Neigung gesehen. Anbetung mit Dankbarkeit gegenüber Gott ist ein Thema, das all diesen Religionen gemeinsam ist; daher durchzieht der Begriff der Dankbarkeit religiöse Texte, Lehrinhalte und Traditionen. Dankbarkeit ist somit eines der wichtigsten Gefühle, das Religionen in ihren Anhängern erwecken und erhalten wollen und gilt als universelle religiöse Haltung.

### Jüdische Zugänge

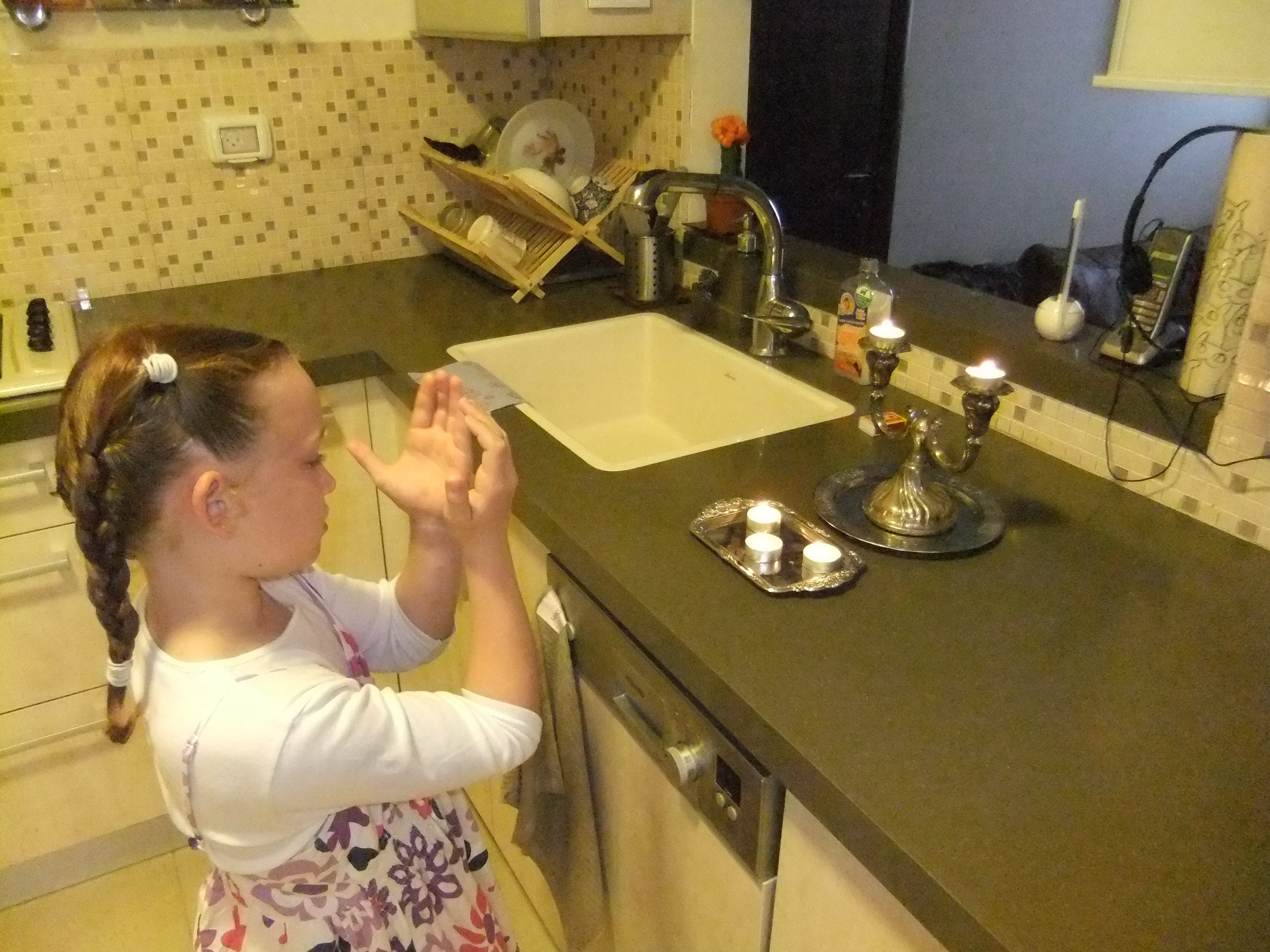
Juden danken Gott am Sabbat für die alltäglichen Segnungen, die er ihnen schenkt.

Im Judentum ist Dankbarkeit ein wesentlicher Teil des Gottesdienstes, und sie durchzieht jeden Lebensaspekt des Gläubigen. In der jüdischen Weltsicht kommt alles von Gott, und daher ist Dankbarkeit ein zentraler Aspekt. Die hebräische Bibel ist voll von solchen Stellen; hier sind zwei Beispiele aus den Psalmen: „Herr, mein Gott, ich will dir danken in Ewigkeit“, und „Ich will dir danken, Herr, aus ganzem Herzen!“ (Ps 30,13 und Ps 9,2). Dankbarkeit ist oft auch ein Teil jüdischer Gebete, so im Schma Jisrael, wo der Gläubige aus Dankbarkeit sagt: „Darum sollst du den Ewigen, deinen Gott, lieben mit ganzem Herzen, mit ganzer Seele und mit ganzer Kraft.“ (Deuteronomium 6,4). Das Schlussgebet, das Alenu, spricht auch von Dankbarkeit, indem es Gott für das besondere Geschick des jüdischen Volkes dankt. Außerdem betet der fromme Gläubige während des Tagesablaufs über hundert Segensgebete namens Berachot. Im Judentum wird auch die Dankbarkeit für menschliche Freundlichkeit und Güte betont. Wenn man aufhört, egoistisch zu sein, wird man offen für andere, man lernt zu schätzen, was sie Gutes tun, und man kann daher dankbar sein.
Im 5. Buch Mose kündigt Gott an, diejenigen zu bestrafen, die „genug haben“, Gott, der ihnen dies alles geschenkt hat, aber nicht „mit Freude und Lust des Herzens“ dienen. Neid und Habgier werden auch in den Zehn Geboten gebrandmarkt. Um solche natürlichen Begierden in gute Impulse zu verwandeln, schreibt die jüdische Tradition Dankgebete („Bracha“) vor, die ‒ besonders bei orthodoxen Juden ‒ als selbstverständliche Alltagsrituale den gesamten Tagesablauf begleiten. Auch am Sabbat sind die Gläubigen angehalten, Gottes Segnungen zu zählen und zu feiern.

### Christliche Zugänge
Es heißt, dass Dankbarkeit das gesamte Leben des Christen präge. Martin Luther nannte Dankbarkeit „Die wesentliche christliche Haltung“. Dankbarkeit ist „Das Herz des Evangeliums“. Da jeder Christ glaubt, von einem personalen Gott geschaffen zu sein, werden Christen ermutigt, ihren Schöpfer zu loben und ihm dankbar zu sein. Christliche Dankbarkeit sieht Gott als den selbstlosen Geber alles Guten. Dies geht einher mit der biblischen Aussage, dass jeder Mensch schuldig („Sünder“) ist. Dankbarkeit ist im Christentum die Anerkennung von Gottes Großmut, die den Christen dazu führt, seine eigenen Gedanken und Taten nach diesen Idealen auszurichten. Christliche Dankbarkeit ist nicht einfach nur ein sentimentales Gefühl, sondern vielmehr eine Tugend, die auch zu Taten führt. Nach Jonathan Edwards’ Treatise Concerning Religious Affections gehören Liebe und Dankbarkeit gegenüber Gott zu den Anzeichen wahrer Religiosität. Auch moderne Messgrößen religiöser Spiritualität enthalten Bewertungen von Dankbarkeit gegenüber Gott. Samuel und Lester (1985) fanden bei einer kleinen Versuchsgruppe katholischer Nonnen und Priester, dass – unter 50 möglichen Gefühlen – Liebe und Dankbarkeit die häufigsten Gefühle gegenüber Gott waren.

### Islamische Zugänge
Der heilige Text des Islam, der Koran, ist von der Idee der Dankbarkeit erfüllt. So erwähnt er die Gläubigen als Dankbare Diener (عَبْدًا شَكُورًاAbd Schakuur), ein Name Allahs ist Al Schakuur (الْشَكُورٌ), wobei hier die gleiche sprachliche Form des dankbaren Gläubigen vorliegt, jedoch die ungefähre Bedeutung im Deutschen als „der zum Dank Bereite“ oder „der Belohnende“ wiedergegeben wird. Der Islam ermuntert also die Gläubigen, dankbar zu sein und Gott in allen Lebenslagen Dank zu sagen. Im Koran heißt es auch in Sure 14, dass der Dankbare mehr von Gott erhält. Viele Alltagstätigkeiten im islamischen Glauben fördern auch die Dankbarkeit. Die Säule des täglichen Gebets ermuntert die Gläubigen, fünfmal am Tag zu Gott zu beten, um ihm für seine Güte zu danken. Die Säule des Fastens während des Monats Ramadan dient dazu, den Gläubigen in den Zustand der Dankbarkeit zu versetzen.

## Messung individueller Unterschiede
Neuere psychologische Forschung über Dankbarkeit zielt auf die Natur individueller Unterschiede in Dankbarkeit und auf die Frage, wozu es führt, wenn man mehr oder weniger dankbar ist. Die Methode GQ6 misst individuelle Unterschiede mit Hilfe der Frage, wie oft und wie intensiv Menschen Dankbarkeit empfinden. Die Einschätzungsskala misst acht verschiedene Aspekte der Dankbarkeit: Einschätzung von Personen, Besitz, des Augenblicks, Ritualen, Ehrfurchtsgefühlen, sozialen Unterschieden, existenziellen Ängsten, und von Verhalten, das Dankbarkeit ausdrückt. Die Methode GRAT beurteilt Dankbarkeit gegenüber anderen Menschen, Dankbarkeit gegenüber der Welt im Allgemeinen und das Fehlen von Unzufriedenheit über das, was man nicht hat. Eine neue Studie hat gezeigt, dass alle diese Messmethoden eigentlich dieselbe Methode, sich dem Leben zu stellen, messen; das lässt vermuten, dass individuelle Unterschiede in Dankbarkeit alle diese Komponenten beinhalten.

## Empirische Ergebnisse

### Der Zusammenhang mit dem Wohlbefinden
Ein großer Teil neuerer Arbeiten zeigt, dass Menschen, die dankbarer sind, sich subjektiv besser fühlen. Dankbare Menschen sind glücklicher, weniger depressiv, leiden weniger unter Stress und sind zufriedener mit ihrem Leben und ihren sozialen Beziehungen. Dankbare Menschen haben auch ihre Umgebung, ihr persönliches Wachstum, ihren Lebenssinn und ihr Selbstwertgefühl besser unter Kontrolle. Dankbare Menschen haben mehr positive Möglichkeiten mit den Schwierigkeiten in ihrem Leben umzugehen, bitten andere Menschen mit größerer Wahrscheinlichkeit um Unterstützung, wachsen anhand dieser Erfahrung und verwenden mehr Zeit, um zu planen, wie sie mit dem jeweiligen Problem umgehen sollen. Dankbare Menschen haben auch weniger negative Bewältigungsstrategien, versuchen weniger leicht, das jeweilige Problem zu vermeiden oder wegzudefinieren, sie suchen Schuld weniger bei sich selbst oder bewältigen das Problem weniger durch Drogengebrauch. Dankbare Menschen schlafen besser, vermutlich weil sie weniger negative, mehr positive Gedanken vor dem Einschlafen haben.
Dankbarkeit hat offenbar eine der stärksten Beziehungen zur psychischen Gesundheit von allen Charakterzügen. Zahlreiche Studien legen nahe, dass dankbare Menschen meist glücklicher und weniger gestresst oder deprimiert sind. In einer Dankbarkeitsstudie wurde den Teilnehmern per Zufall eine von sechs therapeutischen Interventionsmöglichkeiten zugeteilt, die die allgemeine Lebensqualität verbessern sollten (Seligman et al., 2005). Man fand heraus, dass von diesen Möglichkeiten der größte Kurzzeiteffekt durch einen „Dankbarkeitsbesuch“ bewirkt wurde, in dessen Rahmen die Teilnehmer irgendeinem Menschen aus ihrem Lebensbereich einen Dankesbrief schrieben und überbrachten. Diese Intervention ergab eine zehnprozentige Erhöhung der Glücklichkeitspunkte und eine signifikante Verringerung der Depressionspunkte, und diese Veränderungen hielten bis zu einem Monat nach dem Besuch an. Der größte Langzeiteffekt von diesen sechs Möglichkeiten wurde durch das Schreiben von „Dankbarkeitstagebüchern“ bewirkt, zu denen die Teilnehmer gebeten wurden, jeden Tag drei Dinge aufzuschreiben, für die sie dankbar waren. Die Glücklichkeitspunkte dieser Teilnehmer wurden mehr und stiegen weiter an, während sie periodisch nach dem Experiment getestet wurden. Die größten Erfolge stellten sich gewöhnlich sogar etwa sechs Monate nach dem Beginn der Untersuchung ein. Diese Übung war so erfolgreich, dass viele Teilnehmer – obwohl nur gebeten, das Tagebuch eine Woche lang zu führen – das Tagebuch noch lange weiterführten, als die Studie zu Ende war. Ähnliche Ergebnisse fanden auch Emmons und McCullough (2003) und Lyubomirsky et al. (2005).
Obwohl viele Gefühle und Persönlichkeitsmerkmale wesentlich sind für das Wohlbefinden, zeigt es sich, dass Dankbarkeit vermutlich ganz besonders wichtig ist. Erstens zeigte eine Längsstudie, dass dankbarere Menschen mit dem Wechsel in einen neuen Lebensabschnitt besser zurechtkamen. Konkret: Menschen, die vor dem Wechsel dankbarer waren, waren drei Monate später weniger gestresst, weniger niedergeschlagen und zufriedener mit ihren Beziehungen. Zweitens haben zwei neuere Studien gezeigt, dass Dankbarkeit eine einzigartige Beziehung zum Wohlbefinden haben kann, und dass sie Aspekte des Wohlbefindens erklären kann, die andere Persönlichkeitsmerkmale nicht erklären können.

### Beziehung zum Altruismus
Es hat sich auch gezeigt, dass Dankbarkeit den Altruismus des Menschen verbessert. Eine von David DeSteno und Monica Bartlett durchgeführte Studie hat gefunden, dass Dankbarkeit mit großzügiger Spendenbereitschaft korreliert. Diese Studie hat mit Hilfe eines Geldspiels gezeigt, dass größere Dankbarkeit direkt zu größerem Geldspenden führt. Das heißt, dass dankbare Menschen mit größerer Wahrscheinlichkeit persönliche Vorteile dem gemeinsamen Vorteil zuliebe zurückstellen (DeSteno & Bartlett, 2010). Eine von McCullough, Emmons, & Tsang, (2002) durchgeführte Studie fand ähnliche Korrelationen zwischen Dankbarkeit und Empathie, Großzügigkeit und Hilfsbereitschaft.

### Psychologische Interventionen
Da also offenbar Dankbarkeit einen starken Einfluss auf das Wohlbefinden hat, wurden einige psychologische Interventionsmethoden entwickelt, um Dankbarkeit zu stärken. Beispielsweise ließen Watkins and Kollegen die Testteilnehmer verschiedene Dankbarkeitsübungen ausprobieren, z. B. an eine lebende Person denken, der man dankbar ist, über jemanden schreiben, dem man dankbar ist, oder einen Brief an jemanden schreiben, dem man dankbar ist. Testteilnehmer in der Kontrollgruppe sollten ihr Wohnzimmer beschreiben. Teilnehmer, die an einer Dankbarkeitsübung teilgenommen hatten, zeigten unmittelbar nach der Übung eine Verstärkung ihrer positiven Gefühle, und dies war am stärksten bei denjenigen, deren Aufgabe es war, an eine Person zu denken, der sie dankbar sind. Für Teilnehmer, die schon von vornherein dankbare Menschen waren, war der Nutzen der Dankbarkeitsübungen am größten (siehe auch Dankbarkeitstagebücher weiter oben).

### Pädagogische Interventionen
Die amerikanische Familientherapeutin Wendy Mogel hat dem Thema „Dankbarkeit“ ein Kapitel in ihrem einflussreichen Buch The Blessings of a Skinned Knee: Using Jewish Teachings to Raise Self-Reliant Children (2001) gewidmet. Unersättliches Verlangen nach immer neuen Dingen und mangelnde Dankbarkeit seien zentrale Auffälligkeiten vieler Kinder, die ihr in ihrer Praxis vorgestellt werden. Als Grundlagen einer Dankbarkeitserziehung empfiehlt Mogel den Eltern, erstens durch ihr eigenes Verhalten ein gutes Vorbild zu setzen. Zweitens sollten sie in ihrem Zuhause eine Kultur des Sich-Bedankens einführen; dadurch würden nicht nur gute Gewohnheiten eingeübt, sondern auch die Aufmerksamkeit des Kindes auf die Güter und Vorteile gerichtet, die es alltäglich genießt. Wünsche dürften auch nicht ständig sofort in Erfüllung gehen, denn je weniger ein Kind daran gewöhnt sei, Sehnsüchte auszuhalten, umso geringer sei seine Kapazität für Befriedigung und für Dankbarkeit. Mogel weist darauf hin, dass Kinder außerdem naturbegabte Experten für triviale kleine Freuden seien, die von Erwachsenen leicht übersehen würden; Eltern sollten ihre Aufmerksamkeit für diese Fähigkeit ihres Kindes schulen. Um das Bewusstsein des Kindes für Vorteile, die es genießt, weiter zu schärfen, empfiehlt sie Eltern darüber hinaus, das Kind frühzeitig daran zu gewöhnen, uneigennützige gute Taten auszuführen (z. B. einem kranken Freund einen Aufmunterungsbrief zu schreiben, anstatt sich darüber zu beklagen, dass die Spielverabredung ausfällt).

## Schlussbemerkungen
Nach Cicero ist „Dankbarkeit nicht nur die größte aller Tugenden, sondern auch die Mutter aller anderen“. Viele Studien haben den Zusammenhang zwischen Dankbarkeit und Wohlbefinden nicht nur für den einzelnen, sondern für alle betroffenen Menschen aufgezeigt. Die positive Psychologie hat diese Studien aufgegriffen und damit begonnen, Übungen zur verstärkten Dankbarkeit in ihren Bereich aufzunehmen, um dadurch das allgemeine Wohlbefinden zu erhöhen. Dankbarkeit wurde in der Vergangenheit zwar im Vergleich zu anderen Gemütszuständen von der Psychologie vernachlässigt, in den letzten Jahren gab es aber große Fortschritte im Studium der Dankbarkeit und ihrer positiven Effekte für das menschliche Wohlbefinden.
Seit 1977 gibt es am 21. September einen „Welttag der Dankbarkeit.“ Er wurde von einer Gruppe der Vereinten Nationen initiiert, verbunden mit der Aufforderung, jemandem zu danken, der sich für den Geist der globalen Gemeinschaft eingesetzt habe bzw. allgemein an die Bedeutung der Dankbarkeit zu erinnern.